# Carmen Zacatal
Carmen Zacatal es una localidad del estado mexicano de Chiapas. Es parte del municipio de Jitotol.

## Demografía
| Gráfica de evolución demográfica |
|                                  |

| Censo | Población |
| ----- | --------- |
| 1940  | 370       |
| 1950  | 423       |
| 1960  | 604       |
| 1970  | 715       |
| 1980  | 965       |
| 1990  | 1 550     |
| 2000  | 2 236     |
| 2010  | 2 579     |
| 2020  | 2 971     |